# Cynopoecilus
Cynopoecilus is een geslacht van straalvinnige vissen uit de familie van de killivisjes (Rivulidae).

## Soorten
- Cynopoecilus fulgens Costa, 2002
- Cynopoecilus intimus Costa, 2002
- Cynopoecilus melanotaenia (Regan, 1912)
- Cynopoecilus multipapillatus Costa, 2002
- Cynopoecilus nigrovittatus Costa, 2002